# السويس للصلب
شركة السويس للصلب شركة مساهمة مصرية إحدى شركات مجموعة صلب مصر التي يستحوذ جهاز مشروعات الخدمة الوطنية للقوات المسلحة على 82% من أسهمها وتتبع ذلك الجهاز وتقوم بكافة مراحل إنتاج حديد التسليح.

## وصلات خارجية
- الصفحة الرسمية للشركة على موقع فيس بوك.